# Berliner Theater (Schöneberg)
Das Berliner Theater war ein privates Boulevardtheater im Femina-Palast in der Nürnberger Straße, das im Jahr 1958 gegründet wurde. Der Saal fasste rund 500 Zuschauer.
Aufgeführt wurden Boulevardstücke wie die Kriminalkomödie Keine Leiche ohne Lily (1967) von Jack Popplewell mit Grethe Weiser und Heinz Engelmann, die, vom Fernsehen aufgezeichnet, auf Videoportalen und Datenträgern noch verfügbar sind. Aufgetreten sind im Berliner Theater zudem Willy Birgel, Karin Jacobsen, Carl-Heinz Schroth, Gisela Trowe, Tilla Durieux, Paul Henckels, Christiane Schmidtmer und Inge Meysel.
Im Herbst 1971 kündigte das Landesverwaltungsamt Berlin den Pachtvertrag mit dem Theater. Als Grund wurde ein „erheblicher Mehrbedarf an Räumen“ für die im gleichen Gebäude ansässige Senatsverwaltung für Finanzen genannt. Ein Räumungstermin am 30. September 1972 verstrich. Stattdessen kündigte die Leiterin des Theaters, Hela Gerber, neue Inszenierungen für die folgende Spielzeit an. Mehrere Autoren, darunter Friedrich Dürrenmatt und Max Frisch, appellierten in einem Brief an den damaligen Bundeskanzler Willy Brandt, die Schließung abzuwenden.
Im Anschluss an mehrere Gerichtsverfahren wurden die Räumlichkeiten im Jahr 1973 zur Kantine der Senatsverwaltung für Finanzen.